# 월산로
월산로는 경상남도 김해시 장유동에 있는 도로이다. 월산로는 아파트 단지 사이를 지나가는 도로이고 장유1동에 위치하고 있다.
4차선이나 좁은곳은 2차선이다. 아파트 단지 사이를 가로질러서 아파트 주민들이 많이 다닌다. 대동 APT 3단지 사거리부터 시작된다

## 월산로와 붙어있는 학교
석봉초등학교, 월산초등학교, 월산중학교 등이 있다.